# Patricia Guerra
Patricia Guerra Cabrera (Las Palmas de Gran Canaria, 21 de julio de 1965) es una deportista española que compitió en vela en la clase 470. 
Participó en dos Juegos Olímpicos de Verano, obteniendo una medalla de oro en Barcelona 1992 en la clase 470 (junto con Theresa Zabell) y el décimo lugar en Seúl 1988 en la misma clase.
Ganó dos medallas en el Campeonato Mundial de 470, oro en 1992 y plata en 1993, y dos medallas de oro en el Campeonato Europeo de 470, en los años 1991 y 1992.

## Palmarés internacional
| \| Juegos Olímpicos \| Juegos Olímpicos \| Juegos Olímpicos \| Juegos Olímpicos \| \| Año \| Lugar \| Medalla \| Clase \| \| ------------------ \| ------------------------ \| ---------------- \| ---------------- \| \| 1992 \| Barcelona ( España) \| Medalla de oro \| 470 \| \| Campeonato Mundial \| \| \| \| \| Año \| Lugar \| Medalla \| Clase \| \| 1992 \| Rota ( España) \| Medalla de oro \| 470 \| \| 1993 \| Crozon-Morgat ( Francia) \| Medalla de plata \| 470 \| \| Campeonato Europeo \| \| \| \| \| Año \| Lugar \| Medalla \| Clase \| \| 1991 \| Bergen ( Noruega) \| Medalla de oro \| 470 \| \| 1992 \| Nieuwpoort ( Bélgica) \| Medalla de oro \| 470 \| |                          |                  |       |
| Juegos Olímpicos |                          |                  |       |
| Año | Lugar                    | Medalla          | Clase |
| 1992 | Barcelona ( España)      | Medalla de oro   | 470   |
| Campeonato Mundial |                          |                  |       |
| Año | Lugar                    | Medalla          | Clase |
| 1992 | Rota ( España)           | Medalla de oro   | 470   |
| 1993 | Crozon-Morgat ( Francia) | Medalla de plata | 470   |
| Campeonato Europeo |                          |                  |       |
| Año | Lugar                    | Medalla          | Clase |
| 1991 | Bergen ( Noruega)        | Medalla de oro   | 470   |
| 1992 | Nieuwpoort ( Bélgica)    | Medalla de oro   | 470   |

## Premios, reconocimientos y distinciones
- Medalla de Oro de la Real Orden del Mérito Deportivo, otorgada por el Consejo Superior de Deportes (1994)[3]